# Klukowicze
Klukowicze [klukɔˈvʲit͡ʂɛ] (en ukrainien: Клюковичі, Kliukovychi) est un village polonais de la gmina de Nurzec-Stacja dans le powiat de Siemiatycze et dans la voïvodie de Podlachie. Il se situe à environ 14 kilomètres au sud-est de Nurzec-Stacja, à 28 kilomètres à l'est de Siemiatycze et à 80 kilomètres au sud de Białystok. 
Le village compte approximativement 370 habitants.